# Copa Sudamericana 2006
La Copa Sudamericana 2006, denominada por motivos comerciales Copa Nissan Sudamericana 2006 fue la quinta edición del torneo organizado por la Confederación Sudamericana de Fútbol, en la que participaron equipos de doce países: Argentina, Bolivia, Brasil, Chile, Colombia, Costa Rica, Ecuador, México, Paraguay, Perú, Uruguay y Venezuela.
El campeón fue Pachuca de México, que venció en la final a Colo-Colo de Chile con un marcador global de 3-2, convirtiéndose así en el primer equipo de Concacaf en ganar un certamen organizado por Conmebol, y el único en el mundo hasta la actualidad en obtener un torneo oficial de la FIFA fuera de su confederación. Gracias al título, obtuvo el derecho de disputar la Recopa Sudamericana 2007 ante Internacional, ganador de la Copa Libertadores 2006. Clasificó, asimismo, a los octavos de final de la Copa Sudamericana 2007.

## Formato
El torneo se desarrolló plenamente bajo un formato de eliminación directa, donde cada equipo enfrentaba a su rival de turno en partidos de ida y vuelta. De los 34 participantes, solamente Boca Juniors —último campeón—, River Plate —invitado por Conmebol—, Gimnasia y Esgrima La Plata —mejor clasificado de Argentina— y los tres invitados de Concacaf iniciaron el torneo desde los octavos de final. Los restantes 28 debieron disputar las dos fases clasificatorias, en donde las llaves se establecieron enfrentándose los equipos del mismo país de origen. De allí salieron los últimos 10 clasificados a las fases finales, compuestas por los octavos de final, los cuartos de final, las semifinales y la final, en la que se declaró al campeón. Como criterios de desempate en caso de igualdad de puntos y diferencia de goles al finalizar los dos encuentros de una llave, en cualquiera de las fases, se aplicaron la regla del gol de visitante y los tiros desde el punto penal.
|                              |                              | Equipos que entran en esta fase                                                                             | Equipos que provienen de la fase anterior      |
| ---------------------------- | ---------------------------- | --- | ---------------------------------------------- |
| Fase preliminar (16 equipos) | Fase preliminar (16 equipos) | - 2 equipos de Bolivia, Chile, Colombia, Ecuador, Paraguay, Perú, Uruguay y Venezuela                       |                                                |
| Primera fase (20 equipos)    | Primera fase (20 equipos)    | - 8 equipos de Brasil - 4 equipos de Argentina                                                              | - 8 equipos clasificados de la Fase preliminar |
| Fases finales (16 equipos)   | Fases finales (16 equipos)   | - 1 equipo, campeón de la Copa Sudamericana 2005 - 2 equipos de Argentina y México - 1 equipo de Costa Rica | - 10 equipos clasificados de la Primera fase   |

## Distribución de los cupos
| País                            | Cupos | fases finales | Primera fase | Fase preliminar |
| ------------------------------- | ----- | ------------- | ------------ | --------------- |
| Brasil                          | 8     | –             | 8            | -               |
| Argentina                       | 6     | 2             | 4            | -               |
| Bolivia                         | 2     | –             | -            | 2               |
| Chile                           | 2     | –             | -            | 2               |
| Colombia                        | 2     | –             | -            | 2               |
| Ecuador                         | 2     | –             | -            | 2               |
| México                          | 2     | 2             | -            | -               |
| Paraguay                        | 2     | –             | -            | 2               |
| Perú                            | 2     | –             | -            | 2               |
| Uruguay                         | 2     | –             | -            | 2               |
| Venezuela                       | 2     | –             | -            | 2               |
| Costa Rica                      | 1     | 1             | -            | -               |
| Fase anterior                   | –     | 10            | 8            | –               |
| Campeón de la Copa Sudamericana | 1     | 1             | -            | –               |
| Total                           | 34    | 16            | 20           | 20              |

## Equipos participantes
| País                                             | Equipo                                                                                          | Vía de clasificación |
| ------------------------------------------------ | ----------------------------------------------------------------------------------------------- | --- |
| Argentina 5 cupos + 1 invitado + campeón vigente | Boca Juniors Gimnasia y Esgrima La Plata Banfield Vélez Sarsfield Lanús San Lorenzo River Plate | Campeón de la Copa Sudamericana 2005 e Invitado Mejor equipo ubicado en la tabla de posiciones del Campeonato de Primera División 2005-06 2.º mejor equipo ubicado en la tabla de posiciones del Campeonato de Primera División 2005-06 3.º mejor equipo ubicado en la tabla de posiciones del Campeonato de Primera División 2005-06 4.º mejor equipo ubicado en la tabla de posiciones del Campeonato de Primera División 2005-06 5.º mejor equipo ubicado en la tabla de posiciones del Campeonato de Primera División 2005-06 Invitado |
| Bolivia 2 cupos                                  | Bolívar Universitario de Sucre                                                                  | Subcampeón del Torneo Apertura 2005 3.º puesto del Torneo Clausura 2005-06 |
| Brasil 8 cupos                                   | Corinthians Fluminense Atlético Paranaense Paraná Cruzeiro Botafogo Santos Vasco da Gama        | Campeón del Campeonato Brasileño de 2005 5.º puesto del Campeonato Brasileño de 2005 6.º puesto del Campeonato Brasileño de 2005 7.º puesto del Campeonato Brasileño de 2005 8.º puesto del Campeonato Brasileño de 2005 9.º puesto del Campeonato Brasileño de 2005 10.º puesto del Campeonato Brasileño de 2005 12.º puesto del Campeonato Brasileño de 2005 |
| Chile 2 cupos                                    | Colo-Colo Huachipato                                                                            | 1.º puesto de la fase clasificatoria del Torneo Apertura 2006 2.º puesto de la fase clasificatoria del Torneo Apertura 2006 |
| Colombia 2 cupos                                 | Independiente Medellín Deportes Tolima                                                          | Mejor equipo ubicado en la Reclasificación 2005 no participante de la Copa Libertadores 2006 2.º mejor equipo ubicado en la Reclasificación 2005 no participante de la Copa Libertadores 2006 |
| Costa Rica 1 invitado                            | Alajuelense                                                                                     | Campeón de la Copa Interclubes Uncaf 2005 |
| Ecuador 2 cupos                                  | El Nacional Liga de Quito                                                                       | Ganador de la primera etapa del Torneo Clausura 2005 Ganador de la primera etapa del Campeonato Ecuatoriano de 2006 |
| México 2 invitados (Concacaf)                    | Toluca Pachuca                                                                                  | Subcampeón de la Copa de Campeones de la Concacaf 2006 1.º puesto de la tabla general del Torneo Clausura 2006 |
| Paraguay 2 cupos                                 | Cerro Porteño Libertad                                                                          | Mejor equipo ubicado en la tabla acumulada del Campeonato Paraguayo de 2005 Ganador de la eliminatoria entre el subcampeón del 2005 y el 2.º mejor equipo ubicado en la tabla acumulada del Campeonato Paraguayo de 2005 |
| Perú 2 cupos                                     | Universidad San Martín Coronel Bolognesi                                                        | Mejor equipo ubicado en la tabla acumulada del Campeonato Descentralizado 2005 no participante de la Copa Libertadores 2006 2.º mejor equipo ubicado en la tabla acumulada del Campeonato Descentralizado 2005 no participante de la Copa Libertadores 2006 |
| Uruguay 2 cupos                                  | Nacional Central Español                                                                        | 3.º puesto de la Liguilla Pre-Libertadores y Pre-Sudamericana 2006 4.º puesto de la Liguilla Pre-Libertadores y Pre-Sudamericana 2006 |
| Venezuela 2 cupos                                | Carabobo Mineros de Guayana                                                                     | Mejor equipo ubicado en la tabla acumulada de la Primera División Venezolana 2005-06 no participante de la Copa Libertadores 2007 2.º mejor equipo ubicado en la tabla acumulada de la Primera División Venezolana 2005-06 no participante de la Copa Libertadores 2007 |

### Distribución geográfica de los equipos
Distribución geográfica de las sedes de los equipos participantes:

## Fase preliminar
Los dos clasificados de todas las confederaciones de América del Sur —exceptuando Argentina y Brasil— fueron emparejados en ocho llaves. Cada equipo enfrentó al rival de su propio país. Los 8 ganadores avanzaron a la primera fase.
| Fechas            | Local en la ida        | Global       | Local en la vuelta        | Ida | Vuelta | Llave       |
| ----------------- | ---------------------- | ------------ | ------------------------- | --- | ------ | ----------- |
| 24 y 31 de agosto | Universitario de Sucre | 5:4          | Bolívar                   | 2:2 | 3:2    | Bolivia 1   |
| 24 y 31 de agosto | Huachipato             | 3:3 (3:5 p.) | Colo-Colo                 | 1:2 | 2:1    | Chile 1     |
| 23 y 29 de agosto | Deportes Tolima        | 4:2          | Independiente Medellín    | 3:1 | 1:1    | Colombia 1  |
| 22 y 30 de agosto | Liga de Quito          | 3:4          | El Nacional               | 2:3 | 1:1    | Ecuador 1   |
| 23 y 29 de agosto | Libertad               | 4:1          | Cerro Porteño             | 3:1 | 1:0    | Paraguay 1  |
| 24 y 31 de agosto | (v.) Coronel Bolognesi | 3:3          | Universidad de San Martín | 1:0 | 2:3    | Perú 1      |
| 23 y 29 de agosto | Central Español        | 0:1          | Nacional                  | 0:1 | 0:0    | Uruguay 1   |
| 22 y 30 de agosto | Mineros de Guayana     | 6:1          | Carabobo                  | 3:0 | 3:1    | Venezuela 1 |

## Primera fase
Los 8 ganadores de la fase preliminar fueron emparejados en cuatro nuevas llaves, determinadas por la ubicación geográfica de cada equipo. Asimismo, con los últimos cuatro clasificados de Argentina por un lado y los ocho clasificados de Brasil por otro se establecieron los seis cruces restantes. Los 10 ganadores avanzaron a los octavos de final.
| Fechas                          | Local en la ida        | Global       | Local en la vuelta  | Ida | Vuelta | Llave             |
| ------------------------------- | ---------------------- | ------------ | ------------------- | --- | ------ | ----------------- |
| 24 de agosto y 12 de septiembre | San Lorenzo            | 2:1          | Banfield            | 2:1 | 0:0    | Argentina III     |
| 30 de agosto y 20 de septiembre | Lanús                  | 3:0          | Vélez Sarsfield     | 2:0 | 1:0    | Argentina IV      |
| 6 y 13 de septiembre            | Vasco da Gama          | 1:4          | Corinthians         | 0:1 | 1:3    | Brasil I          |
| 6 y 13 de septiembre            | Santos                 | 1:1 (4:3 p.) | Cruzeiro            | 1:0 | 0:1    | Brasil II         |
| 7 y 14 de septiembre            | Botafogo               | 2:2 (2:4 p.) | Fluminense          | 1:1 | 1:1    | Brasil III        |
| 6 y 13 de septiembre            | Paraná                 | 1:4          | Atlético Paranaense | 1:3 | 0:1    | Brasil IV         |
| 5 y 19 de septiembre            | Libertad               | 2:4          | Nacional            | 1:2 | 1:2    | Octavofinalista 1 |
| 5 y 21 de septiembre            | (v.) Deportes Tolima   | 2:2          | Mineros de Guayana  | 0:0 | 2:2    | Octavofinalista 2 |
| 12 y 21 de septiembre           | Universitario de Sucre | 2:5          | El Nacional         | 1:3 | 1:2    | Octavofinalista 3 |
| 12 y 19 de septiembre           | Coronel Bolognesi      | 2:2          | Colo-Colo'(v.)      | 2:1 | 0:1    | Octavofinalista 4 |

## Fases finales
Las fases finales estuvieron compuestas por cuatro etapas: octavos de final, cuartos de final, semifinales y final. A los 10 ganadores de la primera fase se les sumaron Boca Juniors, River Plate, Gimnasia y Esgrima La Plata —todos de Argentina—, Toluca, Pachuca —ambos de México— y Alajuelense —de Costa Rica—. A los fines de establecer las llaves de los octavos de final, se tuvo en cuenta la denominación que se le asignó a cada equipo; en el caso de los cuadros que clasificaron desde la primera fase, dicha denominación fue determinada por el nombre del cruce que ganaron en aquella instancia. De esa manera, el Octavofinalista 1 enfrentó al Octavofinalista 8, el 2 al 7, el 3 al 6, y el 4 al 5; mientras que los clasificados de Argentina y Brasil se enfrentaron, respectivamente, el I de un país ante el IV del otro, el II ante el III, el III ante el II, y el IV ante el I.
| Equipo                      | Clasificado como  |
| --------------------------- | ----------------- |
| River Plate                 | Argentina I       |
| Gimnasia y Esgrima La Plata | Argentina II      |
| Alajuelense                 | Octavofinalista 5 |
| Toluca                      | Octavofinalista 6 |
| Pachuca                     | Octavofinalista 7 |
| Boca Juniors                | Octavofinalista 8 |

| Equipo              | Clasificado como  |
| ------------------- | ----------------- |
| San Lorenzo         | Argentina III     |
| Lanús               | Argentina IV      |
| Corinthians         | Brasil I          |
| Santos              | Brasil II         |
| Fluminense          | Brasil III        |
| Atlético Paranaense | Brasil IV         |
| Nacional            | Octavofinalista 1 |
| Deportes Tolima     | Octavofinalista 2 |
| El Nacional         | Octavofinalista 3 |
| Colo-Colo           | Octavofinalista 4 |

### Cuadro de desarrollo
|  | Octavos de final 26 de septiembre al 12 de octubre | Octavos de final 26 de septiembre al 12 de octubre | Octavos de final 26 de septiembre al 12 de octubre | Octavos de final 26 de septiembre al 12 de octubre |                         |   | Cuartos de final 19 de octubre al 1 de noviembre | Cuartos de final 19 de octubre al 1 de noviembre | Cuartos de final 19 de octubre al 1 de noviembre | Cuartos de final 19 de octubre al 1 de noviembre |  |  | Semifinales 15 de noviembre al 22 de noviembre | Semifinales 15 de noviembre al 22 de noviembre | Semifinales 15 de noviembre al 22 de noviembre | Semifinales 15 de noviembre al 22 de noviembre |  |  | Final 30 de noviembre y 13 de diciembre | Final 30 de noviembre y 13 de diciembre | Final 30 de noviembre y 13 de diciembre | Final 30 de noviembre y 13 de diciembre |
|  |                                                    |                                                    |                                                    |                                                    |                         |   |                                                  |                                                  |                                                  |                                                  |  |  |                                                |                                                |                                                |                                                |  |  |                                         |                                         |                                         |                                         |
|  |                                                    |                                                    |                                                    |                                                    |                         |   |                                                  |                                                  |                                                  |                                                  |  |  |                                                |                                                |                                                |                                                |  |  |                                         |                                         |                                         |                                         |
|  |                                                    |                                                    |                                                    |                                                    |                         |   |                                                  |                                                  |                                                  |                                                  |  |  |                                                |                                                |                                                |                                                |  |  |                                         |                                         |                                         |                                         |
|  | El Nacional                                        | 0                                                  | 0                                                  | 0                                                  |                         |   |                                                  |                                                  |                                                  |                                                  |  |  |                                                |                                                |                                                |                                                |  |  |                                         |                                         |                                         |                                         |
|  | El Nacional                                        | 0                                                  | 0                                                  | 0                                                  |                         |   |                                                  |                                                  |                                                  |                                                  |  |  |                                                |                                                |                                                |                                                |  |  |                                         |                                         |                                         |                                         |
|  | Toluca                                             | 1                                                  | 2                                                  | 3                                                  |                         |   |                                                  |                                                  |                                                  |                                                  |  |  |                                                |                                                |                                                |                                                |  |  |                                         |                                         |                                         |                                         |
|  | Toluca                                             | 1                                                  | 2                                                  | 3                                                  | Toluca (v.)             | 1 | 2                                                | 3                                                |                                                  |                                                  |  |  |                                                |                                                |                                                |                                                |  |  |                                         |                                         |                                         |                                         |
|  |                                                    |                                                    |                                                    |                                                    | Toluca (v.)             | 1 | 2                                                | 3                                                |                                                  |                                                  |  |  |                                                |                                                |                                                |                                                |  |  |                                         |                                         |                                         |                                         |
|  |                                                    | San Lorenzo                                        | 3                                                  | 0                                                  | 3                       |   |                                                  |                                                  |                                                  |                                                  |  |  |                                                |                                                |                                                |                                                |  |  |                                         |                                         |                                         |                                         |
|  | Santos                                             | San Lorenzo                                        | 3                                                  | 0                                                  | 3                       | 0 | 1                                                | 1                                                |                                                  |                                                  |  |  |                                                |                                                |                                                |                                                |  |  |                                         |                                         |                                         |                                         |
|  | Santos                                             |                                                    |                                                    |                                                    |                         | 0 | 1                                                | 1                                                |                                                  |                                                  |  |  |                                                |                                                |                                                |                                                |  |  |                                         |                                         |                                         |                                         |
|  | San Lorenzo                                        | 3                                                  | 0                                                  | 3                                                  |                         |   |                                                  |                                                  |                                                  |                                                  |  |  |                                                |                                                |                                                |                                                |  |  |                                         |                                         |                                         |                                         |
|  | San Lorenzo                                        | 3                                                  | 0                                                  | 3                                                  | Toluca                  | 1 | 0                                                | 1                                                |                                                  |                                                  |  |  |                                                |                                                |                                                |                                                |  |  |                                         |                                         |                                         |                                         |
|  |                                                    |                                                    |                                                    |                                                    | Toluca                  | 1 | 0                                                | 1                                                |                                                  |                                                  |  |  |                                                |                                                |                                                |                                                |  |  |                                         |                                         |                                         |                                         |
|  |                                                    | Colo-Colo                                          | 2                                                  | 2                                                  | 4                       |   |                                                  |                                                  |                                                  |                                                  |  |  |                                                |                                                |                                                |                                                |  |  |                                         |                                         |                                         |                                         |
|  | Gimnasia y Esgrima (LP)                            | Colo-Colo                                          | 2                                                  | 2                                                  | 4                       | 1 | 2                                                | 3                                                |                                                  |                                                  |  |  |                                                |                                                |                                                |                                                |  |  |                                         |                                         |                                         |                                         |
|  | Gimnasia y Esgrima (LP)                            |                                                    |                                                    |                                                    |                         | 1 | 2                                                | 3                                                |                                                  |                                                  |  |  |                                                |                                                |                                                |                                                |  |  |                                         |                                         |                                         |                                         |
|  | Fluminense                                         | 1                                                  | 0                                                  | 1                                                  |                         |   |                                                  |                                                  |                                                  |                                                  |  |  |                                                |                                                |                                                |                                                |  |  |                                         |                                         |                                         |                                         |
|  | Fluminense                                         | 1                                                  | 0                                                  | 1                                                  | Gimnasia y Esgrima (LP) | 1 | 0                                                | 1                                                |                                                  |                                                  |  |  |                                                |                                                |                                                |                                                |  |  |                                         |                                         |                                         |                                         |
|  |                                                    |                                                    |                                                    |                                                    | Gimnasia y Esgrima (LP) | 1 | 0                                                | 1                                                |                                                  |                                                  |  |  |                                                |                                                |                                                |                                                |  |  |                                         |                                         |                                         |                                         |
|  |                                                    | Colo-Colo                                          | 4                                                  | 2                                                  | 6                       |   |                                                  |                                                  |                                                  |                                                  |  |  |                                                |                                                |                                                |                                                |  |  |                                         |                                         |                                         |                                         |
|  | Colo-Colo                                          | Colo-Colo                                          | 4                                                  | 2                                                  | 6                       | 4 | 7                                                | 11                                               |                                                  |                                                  |  |  |                                                |                                                |                                                |                                                |  |  |                                         |                                         |                                         |                                         |
|  | Colo-Colo                                          |                                                    |                                                    |                                                    |                         | 4 | 7                                                | 11                                               |                                                  |                                                  |  |  |                                                |                                                |                                                |                                                |  |  |                                         |                                         |                                         |                                         |
|  | Alajuelense                                        | 0                                                  | 2                                                  | 2                                                  |                         |   |                                                  |                                                  |                                                  |                                                  |  |  |                                                |                                                |                                                |                                                |  |  |                                         |                                         |                                         |                                         |
|  | Alajuelense                                        | 0                                                  | 2                                                  | 2                                                  | Colo-Colo               | 1 | 1                                                | 2                                                |                                                  |                                                  |  |  |                                                |                                                |                                                |                                                |  |  |                                         |                                         |                                         |                                         |
|  |                                                    |                                                    |                                                    |                                                    | Colo-Colo               | 1 | 1                                                | 2                                                |                                                  |                                                  |  |  |                                                |                                                |                                                |                                                |  |  |                                         |                                         |                                         |                                         |
|  |                                                    | Pachuca                                            | 1                                                  | 2                                                  | 3                       |   |                                                  |                                                  |                                                  |                                                  |  |  |                                                |                                                |                                                |                                                |  |  |                                         |                                         |                                         |                                         |
|  | Pachuca                                            | Pachuca                                            | 1                                                  | 2                                                  | 3                       | 1 | 5                                                | 6                                                |                                                  |                                                  |  |  |                                                |                                                |                                                |                                                |  |  |                                         |                                         |                                         |                                         |
|  | Pachuca                                            |                                                    |                                                    |                                                    |                         | 1 | 5                                                | 6                                                |                                                  |                                                  |  |  |                                                |                                                |                                                |                                                |  |  |                                         |                                         |                                         |                                         |
|  | Deportes Tolima                                    | 2                                                  | 1                                                  | 3                                                  |                         |   |                                                  |                                                  |                                                  |                                                  |  |  |                                                |                                                |                                                |                                                |  |  |                                         |                                         |                                         |                                         |
|  | Deportes Tolima                                    | 2                                                  | 1                                                  | 3                                                  | Pachuca                 | 3 | 2                                                | 5                                                |                                                  |                                                  |  |  |                                                |                                                |                                                |                                                |  |  |                                         |                                         |                                         |                                         |
|  |                                                    |                                                    |                                                    |                                                    | Pachuca                 | 3 | 2                                                | 5                                                |                                                  |                                                  |  |  |                                                |                                                |                                                |                                                |  |  |                                         |                                         |                                         |                                         |
|  |                                                    | Lanús                                              | 0                                                  | 2                                                  | 2                       |   |                                                  |                                                  |                                                  |                                                  |  |  |                                                |                                                |                                                |                                                |  |  |                                         |                                         |                                         |                                         |
|  | Lanús                                              | Lanús                                              | 0                                                  | 2                                                  | 2                       | 0 | 4                                                | 4                                                |                                                  |                                                  |  |  |                                                |                                                |                                                |                                                |  |  |                                         |                                         |                                         |                                         |
|  | Lanús                                              |                                                    |                                                    |                                                    |                         | 0 | 4                                                | 4                                                |                                                  |                                                  |  |  |                                                |                                                |                                                |                                                |  |  |                                         |                                         |                                         |                                         |
|  | Corinthians                                        | 0                                                  | 2                                                  | 2                                                  |                         |   |                                                  |                                                  |                                                  |                                                  |  |  |                                                |                                                |                                                |                                                |  |  |                                         |                                         |                                         |                                         |
|  | Corinthians                                        | 0                                                  | 2                                                  | 2                                                  | Pachuca                 | 1 | 4                                                | 5                                                |                                                  |                                                  |  |  |                                                |                                                |                                                |                                                |  |  |                                         |                                         |                                         |                                         |
|  |                                                    |                                                    |                                                    |                                                    | Pachuca                 | 1 | 4                                                | 5                                                |                                                  |                                                  |  |  |                                                |                                                |                                                |                                                |  |  |                                         |                                         |                                         |                                         |
|  |                                                    | Athletico Paranaense                               | 0                                                  | 1                                                  | 1                       |   |                                                  |                                                  |                                                  |                                                  |  |  |                                                |                                                |                                                |                                                |  |  |                                         |                                         |                                         |                                         |
|  | Athletico Paranaense                               | Athletico Paranaense                               | 0                                                  | 1                                                  | 1                       | 1 | 2                                                | 3                                                |                                                  |                                                  |  |  |                                                |                                                |                                                |                                                |  |  |                                         |                                         |                                         |                                         |
|  | Athletico Paranaense                               |                                                    |                                                    |                                                    |                         | 1 | 2                                                | 3                                                |                                                  |                                                  |  |  |                                                |                                                |                                                |                                                |  |  |                                         |                                         |                                         |                                         |
|  | River Plate                                        | 0                                                  | 2                                                  | 2                                                  |                         |   |                                                  |                                                  |                                                  |                                                  |  |  |                                                |                                                |                                                |                                                |  |  |                                         |                                         |                                         |                                         |
|  | River Plate                                        | 0                                                  | 2                                                  | 2                                                  | Athletico Paranaense    | 2 | 4                                                | 6                                                |                                                  |                                                  |  |  |                                                |                                                |                                                |                                                |  |  |                                         |                                         |                                         |                                         |
|  |                                                    |                                                    |                                                    |                                                    | Athletico Paranaense    | 2 | 4                                                | 6                                                |                                                  |                                                  |  |  |                                                |                                                |                                                |                                                |  |  |                                         |                                         |                                         |                                         |
|  |                                                    | Nacional                                           | 1                                                  | 1                                                  | 2                       |   |                                                  |                                                  |                                                  |                                                  |  |  |                                                |                                                |                                                |                                                |  |  |                                         |                                         |                                         |                                         |
|  | Boca Juniors                                       | Nacional                                           | 1                                                  | 1                                                  | 2                       | 1 | 2                                                | 3 (1)                                            |                                                  |                                                  |  |  |                                                |                                                |                                                |                                                |  |  |                                         |                                         |                                         |                                         |
|  | Boca Juniors                                       |                                                    |                                                    |                                                    |                         | 1 | 2                                                | 3 (1)                                            |                                                  |                                                  |  |  |                                                |                                                |                                                |                                                |  |  |                                         |                                         |                                         |                                         |
|  | Nacional (p.)                                      | 2                                                  | 1                                                  | 3 (3)                                              |                         |   |                                                  |                                                  |                                                  |                                                  |  |  |                                                |                                                |                                                |                                                |  |  |                                         |                                         |                                         |                                         |
|  | Nacional (p.)                                      | 2                                                  | 1                                                  | 3 (3)                                              |                         |   |                                                  |                                                  |                                                  |                                                  |  |  |                                                |                                                |                                                |                                                |  |  |                                         |                                         |                                         |                                         |

- Nota: En cada llave, el equipo que ocupa la primera línea es el que definió la serie como local.
- Nota 2: El Reglamento de la competición establece: El Torneo deberá indefectiblemente finalizar en un país perteneciente al continente sudamericano. Para tal caso, de llegar a las finales un equipo que no pertenece al continente sudamericano, deberá indefectiblemente jugar su primer partido de local. En consecuencia, Pachuca debió disputar su primer partido en la final en condición de local.

### Octavos de final
| 26 de septiembre de 2006 | Toluca       | 1:0 (0:0) | El Nacional | Estadio Nemesio Díez, Toluca |                             |
|                          | Esquivel 71' |           |             | Árbitro(s): Roberto Silvera  | Árbitro(s): Roberto Silvera |

| 10 de octubre de 2006 | El Nacional | 0:2 (0:2) | Toluca                  | Estadio Olímpico Atahualpa, Quito |                           |
|                       |             |           | Sinha 21' · Sánchez 34' | Árbitro(s): Víctor Rivera         | Árbitro(s): Víctor Rivera |

| 27 de septiembre de 2006 | San Lorenzo                             | 3:0 (1:0) | Santos | Estadio Nuevo Gasómetro, Buenos Aires |                            |
|                          | González 6' · Jiménez 59' · Lavezzi 66' |           |        | Árbitro(s): Carlos Chandía            | Árbitro(s): Carlos Chandía |

| 11 de octubre de 2006 | Santos                  | 1:0 (1:0) | San Lorenzo | Estadio Urbano Caldeira, Santos                            |                                                            |
|                       | Wellington Paulista 37' |           |             | Asistencia: 6.824 espectadores Árbitro(s): Jorge Larrionda | Asistencia: 6.824 espectadores Árbitro(s): Jorge Larrionda |

| 28 de septiembre de 2006 | Fluminense  | 1:1 (0:0) | Gimnasia y Esgrima La Plata | Estadio de Maracaná, Río de Janeiro                   |                                                       |
|                          | Pitbull 90' |           | Herner 82'                  | Asistencia: 4.191 espectadores Árbitro(s): Óscar Ruiz | Asistencia: 4.191 espectadores Árbitro(s): Óscar Ruiz |

| 11 de octubre de 2006 | Gimnasia y Esgrima La Plata | 2:0 (1:0) | Fluminense | Estadio Ciudad de La Plata, La Plata                     |                                                          |
|                       | Tuta 45+1' · Silva 66'      |           |            | Asistencia: 38.000 espectadores Árbitro(s): Rubén Selman | Asistencia: 38.000 espectadores Árbitro(s): Rubén Selman |

| 4 de octubre de 2006 | Alajuelense | 0:4 (0:1) | Colo-Colo                                      | Estadio Alejandro Morera Soto, Alajuela |                             |
|                      |             |           | Mati Fernández 36' 79' · Jerez 65' · Suazo 67' | Árbitro(s): Héctor Baldassi             | Árbitro(s): Héctor Baldassi |

| 10 de octubre de 2006 | Colo-Colo                                                                        | 7:2 (4:2) | Alajuelense      | Estadio Monumental, Santiago                            |                                                         |
|                       | Suazo 3', 11' · Vidal 17', 45+1' · Sánchez 63' · Mati Fernández 69' · Aceval 86' |           | Fonseca 10', 33' | Asistencia: 12.000 espectadores Árbitro(s): Iván Gamboa | Asistencia: 12.000 espectadores Árbitro(s): Iván Gamboa |

| 26 de septiembre de 2006 | Deportes Tolima        | 2:1 (1:1) | Pachuca       | Estadio Manuel Murillo Toro, Ibagué |                             |
|                          | Charria 2' · Rueda 61' |           | Caballero 34' | Árbitro(s): Manuel Andarcia         | Árbitro(s): Manuel Andarcia |

| 10 de octubre de 2006 | Pachuca                                                            | 5:1 (1:0) | Deportes Tolima | Estadio Hidalgo, Pachuca                                     |                                                              |
|                       | Aguilar 11' · Cacho 46' · Mosquera 61' · Chitiva 80' · Cabrera 84' |           | Rivas 63'       | Asistencia: 20.000 espectadores Árbitro(s): Mauricio Reinoso | Asistencia: 20.000 espectadores Árbitro(s): Mauricio Reinoso |

| 27 de septiembre de 2006 | Corinthians | 0:0 | Lanús | Estadio Morumbi, São Paulo                               |  |
|                          |             |     |       | Asistencia: 7.125 espectadores Árbitro(s): Carlos Torres |  |

| 11 de octubre de 2006 | Lanús                                                  | 4:2 (3:1) | Corinthians            | Estadio Ciudad de Lanús, Lanús                             |                                                            |
|                       | Romero 16' · Velázquez 17' · Aguirre 36' · Archubi 74' |           | Nádson 1' · Renato 55' | Asistencia: 22.000 espectadores Árbitro(s): Carlos Chandía | Asistencia: 22.000 espectadores Árbitro(s): Carlos Chandía |

| 27 de septiembre de 2006 | River Plate | 0:1 (0:1) | Atlético Paranaense | Estadio Monumental, Buenos Aires                           |                                                            |
|                          |             |           | Marcos Aurélio 25'  | Asistencia: 20.000 espectadores Árbitro(s): Martín Vázquez | Asistencia: 20.000 espectadores Árbitro(s): Martín Vázquez |

| 12 de octubre de 2006 | Atlético Paranaense | 2:2 (1:0) | River Plate              | Kyocera Arena, Curitiba                                   |                                                           |
|                       | Jancarlos 40', 77'  |           | Gallardo 50' · Gerlo 79' | Asistencia: 22.558 espectadores Árbitro(s): Carlos Torres | Asistencia: 22.558 espectadores Árbitro(s): Carlos Torres |

| 28 de septiembre de 2006 | Nacional                | 2:1 (2:1) | Boca Juniors  | Estadio Centenario, Montevideo |                          |
|                          | Tejera 18' · Alonso 21' |           | Palacio 45+1' | Árbitro(s): Rubén Selman       | Árbitro(s): Rubén Selman |

| 12 de octubre de 2006 | Boca Juniors                                           | 2:1 (0:1) (1:3 p.)         | Nacional                                | Estadio Padre Ernesto Martearena, Salta                  |                                                          |
|                       | Palacio 55' · Bertolo 84'                              |                            | Perrone 15'                             | Asistencia: 22.000 espectadores Árbitro(s): Carlos Simon | Asistencia: 22.000 espectadores Árbitro(s): Carlos Simon |
|                       |                                                        | Tiros desde el punto penal |                                         |                                                          |                                                          |
|                       | Barros Schelotto · Krupoviesa · Morel Rodríguez · Gago |                            | Delgado · Martínez · Brítez · Arismendi |                                                          |                                                          |

### Cuartos de final
| 25 de octubre de 2006 | San Lorenzo                       | 3:1 (1:0) | Toluca      | Estadio Nuevo Gasómetro, Buenos Aires                       |                                                             |
|                       | Quatrocchi 17' · Silvera 51', 56' | Reporte   | Marioni 74' | Asistencia: 12.000 espectadores Árbitro(s): Carlos Amarilla | Asistencia: 12.000 espectadores Árbitro(s): Carlos Amarilla |

| 1 de noviembre de 2006 | Toluca                    | 2:0 (1:0) | San Lorenzo | Estadio Nemesio Díez, Toluca |                             |
|                        | Morales 4' · Da Silva 68' |           |             | Árbitro(s): Jorge Larrionda  | Árbitro(s): Jorge Larrionda |

| 19 de octubre de 2006 | Colo-Colo                                | 4:1 (1:1) | Gimnasia y Esgrima La Plata | Estadio Monumental, Santiago                              |                                                           |
| | Mati Fernández 24' · Suazo 47', 66', 75' |           | Escobar 38'                 | Asistencia: 30.000 espectadores Árbitro(s): Carlos Torres | Asistencia: 30.000 espectadores Árbitro(s): Carlos Torres |
| Partido suspendido a los 86' por un piedrazo arrojado contra Nicolás Cabrera, futbolista de Gimnasia y Esgrima La Plata. Al día siguiente, Conmebol confirmó la victoria de Colo-Colo por 4-1. |                                          |           |                             |                                                           |                                                           |

| 26 de octubre de 2006 | Gimnasia y Esgrima La Plata | 0:2 (0:0) | Colo-Colo              | Estadio Ciudad de La Plata, La Plata                   |                                                        |
|                       |                             |           | Suazo 48' · Fierro 79' | Asistencia: 38.438 espectadores Árbitro(s): Óscar Ruiz | Asistencia: 38.438 espectadores Árbitro(s): Óscar Ruiz |

| 18 de octubre de 2006 | Lanús | 0:3 (0:1) | Pachuca                      | Estadio Ciudad de Lanús, Lanús                           |                                                          |
|                       |       |           | Cacho 16', 86' · Giménez 79' | Asistencia: 21.000 espectadores Árbitro(s): Carlos Simon | Asistencia: 21.000 espectadores Árbitro(s): Carlos Simon |

| 31 de octubre de 2006 | Pachuca                     | 2:2 (0:0) | Lanús                     | Estadio Hidalgo, Pachuca                                   |                                                            |
|                       | Giménez 57' · Álvarez 90+3' |           | Valeri 55' · Biglieri 63' | Asistencia: 8.906 espectadores Árbitro(s): Roberto Silvera | Asistencia: 8.906 espectadores Árbitro(s): Roberto Silvera |

| 19 de octubre de 2006 | Nacional   | 1:2 (0:0) | Atlético Paranaense             | Estadio Gran Parque Central, Montevideo                     |                                                             |
|                       | Alonso 56' |           | Oldoni 74' · Marcos Aurélio 89' | Asistencia: 20.000 espectadores Árbitro(s): Héctor Baldassi | Asistencia: 20.000 espectadores Árbitro(s): Héctor Baldassi |

| 25 de octubre de 2006 | Atlético Paranaense                                               | 4:1 (2:0) | Nacional   | Kyocera Arena, Curitiba                                    |                                                            |
|                       | João Leonardo 29' · Marques 36' · Marcos Aurélio 56' · Danilo 68' | Reporte   | Brítez 50' | Asistencia: 20.017 espectadores Árbitro(s): Carlos Chandía | Asistencia: 20.017 espectadores Árbitro(s): Carlos Chandía |

### Semifinales
| 16 de noviembre de 2006 | Colo-Colo                      | 2:1 (2:1) | Toluca      | Estadio Nacional, Santiago                                |                                                           |
|                         | Suazo 13' · Mati Fernández 32' |           | Marioni 24' | Asistencia: 60.000 espectadores Árbitro(s): Víctor Rivera | Asistencia: 60.000 espectadores Árbitro(s): Víctor Rivera |

| 21 de noviembre de 2006 | Toluca | 0:2 (0:1) | Colo-Colo               | Estadio Nemesio Díez, Toluca                              |                                                           |
|                         |        |           | Mati Fernández 14', 58' | Asistencia: 32.000 espectadores Árbitro(s): Gustavo Brand | Asistencia: 32.000 espectadores Árbitro(s): Gustavo Brand |

| 15 de noviembre de 2006 | Atlético Paranaense | 0:1 (0:0) | Pachuca     | Kyocera Arena, Curitiba                                    |                                                            |
|                         |                     |           | Álvarez 85' | Asistencia: 19.872 espectadores Árbitro(s): Claudio Martín | Asistencia: 19.872 espectadores Árbitro(s): Claudio Martín |

| 22 de noviembre de 2006 | Pachuca                                   | 4:1 (0:1) | Atlético Paranaense | Estadio Hidalgo, Pachuca                                     |                                                              |
|                         | Giménez 58' 64' · Álvarez 75' · Cacho 81' |           | Ferreira 42'        | Asistencia: 15.000 espectadores Árbitro(s): Mauricio Reinoso | Asistencia: 15.000 espectadores Árbitro(s): Mauricio Reinoso |

### Final

#### Ida
| 30 de noviembre de 2006 | Pachuca     | 1:1 (1:0) | Colo-Colo | Estadio Hidalgo, Pachuca                                    |                                                             |
|                         | Chitiva 27' |           | Suazo 50' | Asistencia: 25.000 espectadores Árbitro(s): Roberto Silvera | Asistencia: 25.000 espectadores Árbitro(s): Roberto Silvera |

| 1          | POR        | Miguel Calero (†)  |     |
| 22         | DEF        | Paul Aguilar       | ET' |
| 2          | DEF        | Leobardo López     | 71' |
| 3          | DEF        | Aquivaldo Mosquera |     |
| 21         | DEF        | Fausto Pinto       |     |
| 13         | MED        | Fernando Salazar   |     |
| 10         | MED        | Andrés Chitiva     |     |
| 8          | MED        | Gabriel Caballero  | 58' |
| 6          | MED        | Jaime Correa       |     |
| 11         | DEL        | Juan Carlos Cacho  |     |
| 19         | DEL        | Christian Giménez  |     |
| Entrenador | Entrenador | Enrique Meza       |     |

| 1          | POR        | Sebastián Cejas  |     |
| 23         | DEF        | Arturo Vidal     |     |
| 5          | DEF        | Miguel Riffo     |     |
| 4          | DEF        | David Henríquez  |     |
| 2          | MED        | Álvaro Ormeño    | 78' |
| 17         | MED        | Arturo Sanhueza  |     |
| 19         | MED        | Rodrigo Meléndez |     |
| 11         | MED        | Gonzalo Fierro   | 87' |
| 14         | MED        | Matías Fernández |     |
| 16         | DEL        | Humberto Suazo   |     |
| 7          | DEL        | Alexis Sánchez   | 60' |
| Entrenador | Entrenador | Claudio Borghi   |     |

| 12 | POR | Melitón Hernández |     |
| 14 | DEF | Marvin Cabrera    |     |
| 16 | DEF | Carlos Rodríguez  | ET' |
| 5  | MED | Raúl Martínez     |     |
| 7  | MED | Damián Álvarez    | 58' |
| 23 | MED | Juan Pablo Alfaro |     |
| 20 | DEL | Roberto Saucedo   | 71' |

| 25 | POR | Álex Varas        |     |
| 3  | DEF | Luis Mena         | 87' |
| 18 | DEF | Andrés González   | 60' |
| 6  | MED | Moisés Villarroel | 78' |
| 8  | MED | José Luis Jerez   |     |
| 10 | MED | Miguel Caneo      |     |
| 9  | DEL | Mario Cáceres     |     |

| Anotado | 27' | Andrés Chitiva | 1:0 |

| Anotado | 50' | Humberto Suazo | 1:1 |

| Amonestado | 43' | Andrés Chitiva    |
| Amonestado | 69' | Christian Giménez |

| Amonestado | 41' | Arturo Sanhueza |
| Amonestado | 45' | Alexis Sánchez  |
| Amonestado | 76' | Arturo Vidal    |
| Amonestado | 88' | Gonzalo Fierro  |

| Árbitro             | Roberto Silvera |
| Árbitros asistentes | Pablo Fandiño   |
| Árbitros asistentes | Edgardo Acosta  |
| Cuarto árbitro      | Martín Vázquez  |

| 1          | POR        | Miguel Calero (†)  |     |
| 22         | DEF        | Paul Aguilar       | ET' |
| 2          | DEF        | Leobardo López     | 71' |
| 3          | DEF        | Aquivaldo Mosquera |     |
| 21         | DEF        | Fausto Pinto       |     |
| 13         | MED        | Fernando Salazar   |     |
| 10         | MED        | Andrés Chitiva     |     |
| 8          | MED        | Gabriel Caballero  | 58' |
| 6          | MED        | Jaime Correa       |     |
| 11         | DEL        | Juan Carlos Cacho  |     |
| 19         | DEL        | Christian Giménez  |     |
| Entrenador | Entrenador | Enrique Meza       |     |

| 1          | POR        | Sebastián Cejas  |     |
| 23         | DEF        | Arturo Vidal     |     |
| 5          | DEF        | Miguel Riffo     |     |
| 4          | DEF        | David Henríquez  |     |
| 2          | MED        | Álvaro Ormeño    | 78' |
| 17         | MED        | Arturo Sanhueza  |     |
| 19         | MED        | Rodrigo Meléndez |     |
| 11         | MED        | Gonzalo Fierro   | 87' |
| 14         | MED        | Matías Fernández |     |
| 16         | DEL        | Humberto Suazo   |     |
| 7          | DEL        | Alexis Sánchez   | 60' |
| Entrenador | Entrenador | Claudio Borghi   |     |

| 12 | POR | Melitón Hernández |     |
| 14 | DEF | Marvin Cabrera    |     |
| 16 | DEF | Carlos Rodríguez  | ET' |
| 5  | MED | Raúl Martínez     |     |
| 7  | MED | Damián Álvarez    | 58' |
| 23 | MED | Juan Pablo Alfaro |     |
| 20 | DEL | Roberto Saucedo   | 71' |

| 25 | POR | Álex Varas        |     |
| 3  | DEF | Luis Mena         | 87' |
| 18 | DEF | Andrés González   | 60' |
| 6  | MED | Moisés Villarroel | 78' |
| 8  | MED | José Luis Jerez   |     |
| 10 | MED | Miguel Caneo      |     |
| 9  | DEL | Mario Cáceres     |     |

| Anotado | 27' | Andrés Chitiva | 1:0 |

| Anotado | 50' | Humberto Suazo | 1:1 |

| Amonestado | 43' | Andrés Chitiva    |
| Amonestado | 69' | Christian Giménez |

| Amonestado | 41' | Arturo Sanhueza |
| Amonestado | 45' | Alexis Sánchez  |
| Amonestado | 76' | Arturo Vidal    |
| Amonestado | 88' | Gonzalo Fierro  |

| Árbitro             | Roberto Silvera |
| Árbitros asistentes | Pablo Fandiño   |
| Árbitros asistentes | Edgardo Acosta  |
| Cuarto árbitro      | Martín Vázquez  |

#### Vuelta
| 13 de diciembre de 2006 | Colo-Colo | 1:2 (1:0) | Pachuca                     | Estadio Nacional, Santiago                                  |                                                             |
|                         | Suazo 35' | Reporte   | Caballero 53' · Giménez 72' | Asistencia: 65.000 espectadores Árbitro(s): Héctor Baldassi | Asistencia: 65.000 espectadores Árbitro(s): Héctor Baldassi |

| 1          | POR        | Sebastián Cejas  |     |
| 23         | DEF        | Arturo Vidal     |     |
| 5          | DEF        | Miguel Riffo     |     |
| 4          | DEF        | David Henríquez  |     |
| 2          | MED        | Álvaro Ormeño    | 79' |
| 17         | MED        | Arturo Sanhueza  |     |
| 19         | MED        | Rodrigo Meléndez | 86' |
| 11         | MED        | Gonzalo Fierro   |     |
| 14         | MED        | Matías Fernández |     |
| 16         | DEL        | Humberto Suazo   |     |
| 7          | DEL        | Alexis Sánchez   | 83' |
| Entrenador | Entrenador | Claudio Borghi   |     |

| 1          | POR        | Miguel Calero (†)    |     |
| 14         | DEF        | Marvin Cabrera       |     |
| 2          | DEF        | Leobardo López       |     |
| 3          | DEF        | Aquivaldo Mosquera   |     |
| 21         | DEF        | Fausto Pinto         |     |
| 13         | MED        | Fernando Salazar(1)  | ET' |
| 10         | MED        | Andrés Chitiva       |     |
| 8          | MED        | Gabriel Caballero    |     |
| 6          | MED        | Jaime Correa         |     |
| 11         | DEL        | Juan Carlos Cacho(2) | ET' |
| 19         | DEL        | Christian Giménez    | 83' |
| Entrenador | Entrenador | Enrique Meza         |     |

| 25 | POR | Álex Varas        |     |
| 3  | DEF | Luis Mena         |     |
| 18 | DEF | Andrés González   | 86' |
| 24 | DEF | Miguel Aceval     |     |
| 6  | MED | Moisés Villarroel |     |
| 10 | MED | Miguel Caneo      | 83' |
| 9  | DEL | Mario Cáceres     | 79' |

| 12 | POR | Melitón Hernández |     |
| 16 | DEF | Carlos Rodríguez  | ET' |
| 22 | DEF | Paul Aguilar      |     |
| 7  | MED | Damián Álvarez    | ET' |
| 23 | MED | Juan Pablo Alfaro | 83' |
| 9  | DEL | Luis Ángel Landin |     |
| 17 | DEL | Omar Arellano     |     |

| Anotado | 35' | Humberto Suazo | 1:0 |

| Anotado | 53' | Gabriel Caballero | 1:1 |
| Anotado | 73' | Christian Giménez | 1:2 |

| Amonestado | 59' | Arturo Vidal     |
| Amonestado | 61' | Rodrigo Meléndez |
| Amonestado | 74' | David Henríquez  |

| Amonestado | 50' | Damián Álvarez    |
| Amonestado | 74' | Christian Giménez |

| Expulsado | 75' | Gonzalo Fierro |

| Expulsado | 75' | Andrés Chitiva |

| Árbitro             | Héctor Baldassi   |
| Árbitros asistentes | Claudio Rossi     |
| Árbitros asistentes | Ricardo Casas     |
| Cuarto árbitro      | Juan Pablo Pompei |

| 1          | POR        | Sebastián Cejas  |     |
| 23         | DEF        | Arturo Vidal     |     |
| 5          | DEF        | Miguel Riffo     |     |
| 4          | DEF        | David Henríquez  |     |
| 2          | MED        | Álvaro Ormeño    | 79' |
| 17         | MED        | Arturo Sanhueza  |     |
| 19         | MED        | Rodrigo Meléndez | 86' |
| 11         | MED        | Gonzalo Fierro   |     |
| 14         | MED        | Matías Fernández |     |
| 16         | DEL        | Humberto Suazo   |     |
| 7          | DEL        | Alexis Sánchez   | 83' |
| Entrenador | Entrenador | Claudio Borghi   |     |

| 1          | POR        | Miguel Calero (†)    |     |
| 14         | DEF        | Marvin Cabrera       |     |
| 2          | DEF        | Leobardo López       |     |
| 3          | DEF        | Aquivaldo Mosquera   |     |
| 21         | DEF        | Fausto Pinto         |     |
| 13         | MED        | Fernando Salazar(1)  | ET' |
| 10         | MED        | Andrés Chitiva       |     |
| 8          | MED        | Gabriel Caballero    |     |
| 6          | MED        | Jaime Correa         |     |
| 11         | DEL        | Juan Carlos Cacho(2) | ET' |
| 19         | DEL        | Christian Giménez    | 83' |
| Entrenador | Entrenador | Enrique Meza         |     |

| 25 | POR | Álex Varas        |     |
| 3  | DEF | Luis Mena         |     |
| 18 | DEF | Andrés González   | 86' |
| 24 | DEF | Miguel Aceval     |     |
| 6  | MED | Moisés Villarroel |     |
| 10 | MED | Miguel Caneo      | 83' |
| 9  | DEL | Mario Cáceres     | 79' |

| 12 | POR | Melitón Hernández |     |
| 16 | DEF | Carlos Rodríguez  | ET' |
| 22 | DEF | Paul Aguilar      |     |
| 7  | MED | Damián Álvarez    | ET' |
| 23 | MED | Juan Pablo Alfaro | 83' |
| 9  | DEL | Luis Ángel Landin |     |
| 17 | DEL | Omar Arellano     |     |

| Anotado | 35' | Humberto Suazo | 1:0 |

| Anotado | 53' | Gabriel Caballero | 1:1 |
| Anotado | 73' | Christian Giménez | 1:2 |

| Amonestado | 59' | Arturo Vidal     |
| Amonestado | 61' | Rodrigo Meléndez |
| Amonestado | 74' | David Henríquez  |

| Amonestado | 50' | Damián Álvarez    |
| Amonestado | 74' | Christian Giménez |

| Expulsado | 75' | Gonzalo Fierro |

| Expulsado | 75' | Andrés Chitiva |

| Árbitro             | Héctor Baldassi   |
| Árbitros asistentes | Claudio Rossi     |
| Árbitros asistentes | Ricardo Casas     |
| Cuarto árbitro      | Juan Pablo Pompei |

|                             |
| Bandera de México           |
| Campeón Pachuca 1.er título |

## Estadísticas

### Goleadores
| Jugador           | Club                | Goles |
| ----------------- | ------------------- | ----- |
| Humberto Suazo    | Colo-Colo           | 10    |
| Matías Fernández  | Colo-Colo           | 9     |
| Christian Giménez | Pachuca             | 5     |
| Marcos Aurélio    | Atlético Paranaense | 4     |
| Juan Carlos Cacho | Pachuca             | 4     |
| Rodrigo Archubi   | Lanús               | 4     |